# Jurij av Moskva
Jurij av Moskva (Юрий III; även Гео́ргий Дании́лович, Georgij Daniilovitj), född 1281 i Moskva, död 21 november 1325 i Saraj, var furste av Moskvariket 1303–1325, storfurste av Vladimir-Suzdal från 1318-1322 och furste av Novgorod 1322-1325. Han var den ryska parten då  freden i Nöteborg slöts med Sverige 1323.

## Biografi
Jurij var son till furst Daniel av Moskva och sonson till Alexander Nevskij. Moskvariket fick under hans tid ett uppsving bland övriga ryska statsbildningar som lydde under Gyllene horden. Så snart han hade tillträtt regeringen erövrade han fästningen Mozjajsk och lade därmed hela Moskvaflodens lopp under sitt välde. År 1304 erövrade han i konkurrens med storfursten av Vladimir-Suzdal furstendömet Pereslavl-Salesskij och hans innehav fick Gyllene hordens välsignelse. Storfurstetiteln blev fri 1304 och Jurij tävlade med sin farbror Mihail Jaroslavitj av Tver om den. Den hade blivit värdefull då den utöver äran och positionen medförde ansvaret för att bära upp de ryska furstendömenas tribut till Gyllene horden. Enligt arvsordningen i Vladimir hade Jurij inte rätt till titeln och khanen valde Mihail till denna. Jurijs opposition slogs ned av Mihail 1305 och 1308 och läget förblev oförändrat. År 1314 slöt Jurij dock en allians med Novgorod riktad mot Mihail.
År 1315 kallades Jurij till den nye khanen Özbegs hov (khanens namn var egentligen Giyasuddin Muhammad Uzbek Khan). Där vistades han i två år och lyckades komma väl överens med khanen. Resultatet var att han fick gifta sig med khanens syster Kontjaka och fick militärt stöd av khanen. Tillbaka i Moskva ledde Jurij sina ryska och tatariska trupper mot Tver men blev besegrad. Jurij flydde till Novgorod och anhöll om fred. Hans bror och hustru blev båda fångar hos Mihail. Då hustrun inom kort avled påstod Jurij att Mihail hade förgiftat henne. Khanen kallade då både Mihail och Jurij till sitt hov och Mihail avrättades där år 1318. Jurij utsågs genom en jarlyk (dekret) till storfurste av Vladimir för de följande fyra åren.
Jurij återvände 1319 till Moskva men tillbringade mycken tid i Novgorod. Andra ryska furstar motarbetade honom eftersom de ansåg att hans utnämning till storfurste var olaglig. Därför hade Jurij stora svårigheter att samla in tributen till tatarerna. Özbeg måste sända inte mindre än fyra expeditioner till nordvästra Ryssland för att hjälpa Jurij med uppdraget. Storfurst Mihails son Dmitrij av Tver angav Jurij 1322 för att ha hållit en del av tributen för sig själv. Som belöning överförde Özbeg storfurstevärdigheten från Jurij till Dmitrij. År 1323 ledde Jurij Novgorods armé i strid mot svenskarna och grundade fästet Nöteborg vid Ladogas utlopp i floden Neva. Efter att ha slutit freden i Nöteborg med svenskarna fortsatte han sina erövringar i öster. År 1325 flydde Jurij undan Dmitrijs trupper till khanens hov. Där avsåg khanen att ställa honom inför rätta för förskingringen. Innan rättegången kunde hållas mördades Jurij av Dmitrij, som i sin tur avrättades av khanen följande år för hans egenrättsliga beteende.

## Familj
Jurij var första gången gift 1297 med en dotter till furst Konstantin II Borisovitj av Rostov. Hon avled 1317 och Jurij ingick sitt andra äktenskap med Kontjaka (även Agrafia), en dotter till Togrul vars bror var kumanerkhan. Jurij hade endast ett barn, dottern i det första äktenskapet Sofija Jurjevna, som gifte sig med storfurst Konstantin Mihailovitj av Tver. Jurijs riken ärvdes av hans brorson Ivan Danilovitj Kalita.

## Bilder

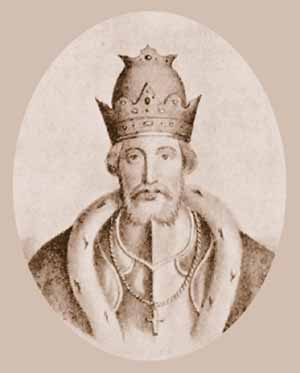
Jurij av Moskva (miniatyr)
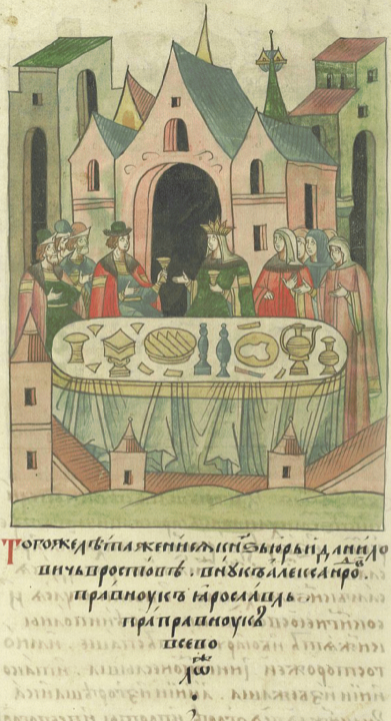
Jurijs bröllop